# West Lawn (Chicago)
Pour l’article homonyme, voir West Lawn.

Situation de West Lawn dans la ville de Chicago

West Lawn est l'un des 77 secteurs communautaires de la ville de Chicago aux États-Unis. Il s'agit d'un quartier ouvrier qui se trouve dans le sud-ouest de la ville. 

## Présentation
Historiquement, le quartier était peuplé d'immigrants polonais et d'Europe orientale. Aujourd'hui, les résidents du quartier sont principalement des Irlandais, des Polonais et des Mexicains et abrite d'autres nationalités originaires d'Amérique Latine. Le conseiller municipal est actuellement Marty Quinn.   
Dans le quartier, un musée consacré à la culture lituanienne s'y trouve (Balzekas Museum of Lithuanian Culture). Il est en effet le seul musée du genre aux États-Unis a traité de l'histoire du peuple lituanien, de sa langue et de sa culture. Aussi, un grand centre commercial appelé Ford City a ouvert ses portes en 1965 et se trouve à l’extrême sud du quartier.